# Витязеве
Витя́зеве — село в Україні, у Лип'янській сільській громаді Звенигородського району Черкаської області. У селі мешкає 59 людей.